# سیارک ۲۷۲۲
سیارک ۲۷۲۲ (به انگلیسی: 2722 Abalakin، نامگذاری:1976GM2) دو هزار و هفتصد و بیست و دومین سیارک کشف شده‌است که در ۱ آوریل ۱۹۷۶ کشف شد.
قدر مطلق سیارک برابر ۱۲٫۱۰ است.